# Frauenbuchladen Fembooks (Taipeh)

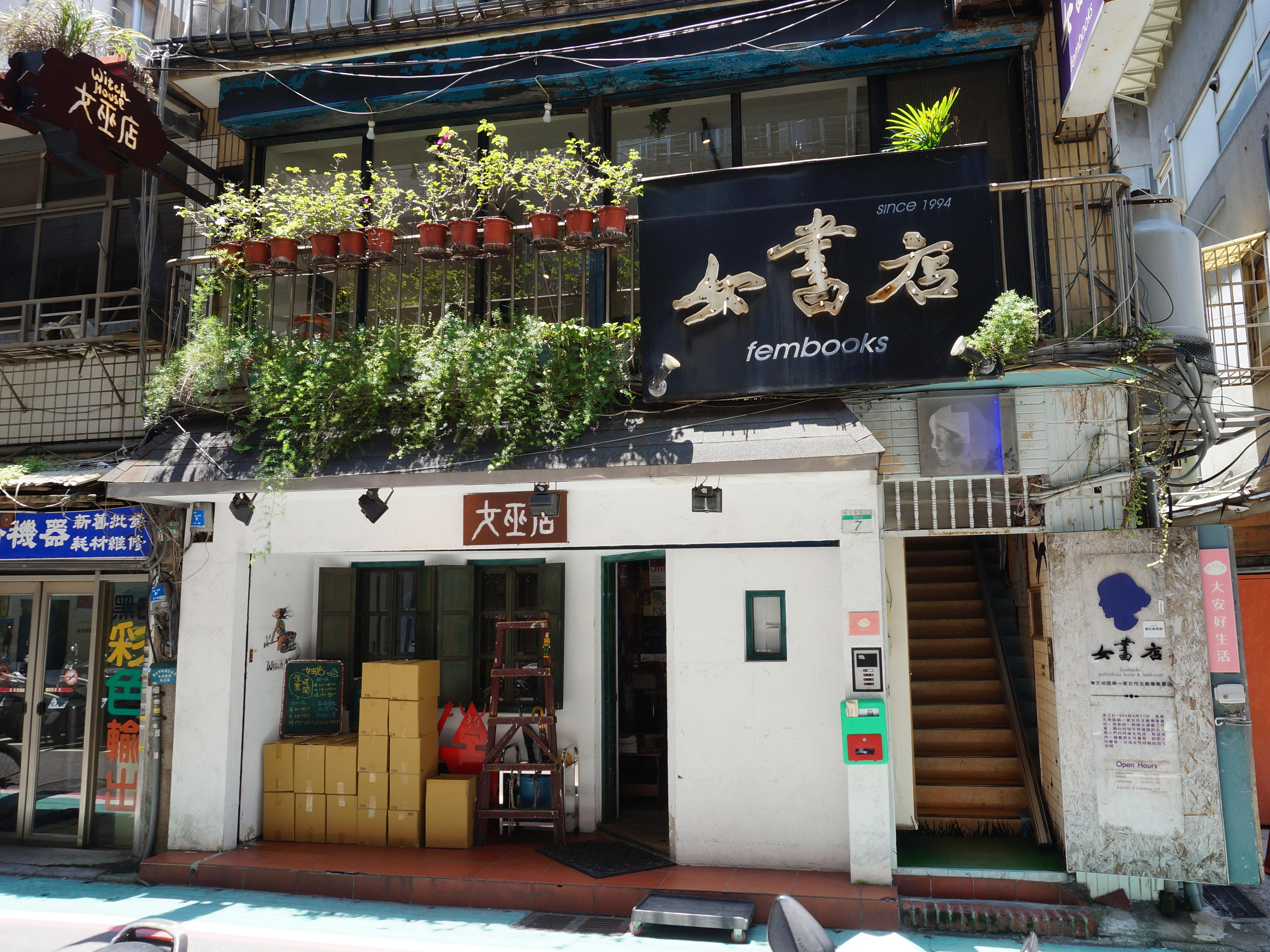
Straßenansicht des Ladengeschäfts

Die Frauenbuchhandlung Fembooks – auf Chinesisch 女書店 – in Taipeh, Taiwan, wurde 1994 als erster feministischer Buchladen im chinesischen Sprachraum eröffnet. Fembooks stellt einen Meilenstein in der Frauenbewegung der chinesischen Welt dar. 2007 wurde er als Wahrzeichen der Frauenkultur in Taiwan ausgezeichnet. Im Laufe seines Bestehens erweiterte sich das Angebot: ein Verlag kam hinzu, und seit einiger Zeit dient der Laden auch als Veranstaltungsort mit Café. Bemerkenswert ist das Geschäftsmodell als Aktiengesellschaft.

## Entstehung

### Politischer Hintergrund
Taiwan hat eine bewegte politische Geschichte. Seit dem Zwischenfall vom 28. Februar 1947 herrschte in Taiwan über Jahrzehnte das Kriegsrecht. Das Kriegsrecht schränkte die Meinungs- und Versammlungsfreiheit ein. Mutige Bürger gründeten im Untergrund einen Buchclub, um Wissen und Informationen auszutauschen und Reformen anzustreben. Die Notstandsgesetze wurden sukzessive aufgehoben und 1987 schließlich auch der Ausnahmezustand beendet. Seit 1987 ist die Gründung von neuen politischen Parteien erlaubt. 1992 fand die erste freie und allgemeine Parlamentswahl in Taiwan statt.

### Frauenbewegung
Bereits während der Zeit des Kriegsrechts erschien die Zeitschrift Awakening Magazine Publishing House für Gleichberechtigung der Geschlechter. Nach Aufhebung des Kriegsrechts brachen Untergrundbewegungen an die Oberfläche, so auch die Frauenbewegung. Engagierte Frauen starteten Projekte für mehr Gleichberechtigung. Als Ableger dieser Zeitschrift entstand die erste Frauenbewegungsorganisation in Taiwan, die Stiftung Awakening Foundation. Anders als das chinesische Festland bot Taiwan mit seiner demokratischeren Entwicklung ein politisches Klima, in dem Bürgerinitiativen gediehen. Das waren gute Rahmenbedingungen für den Frauenbuchladen. Der Laden sollte die Frauenbewegung finanzieren, so der damalige Plan.

### Gründung

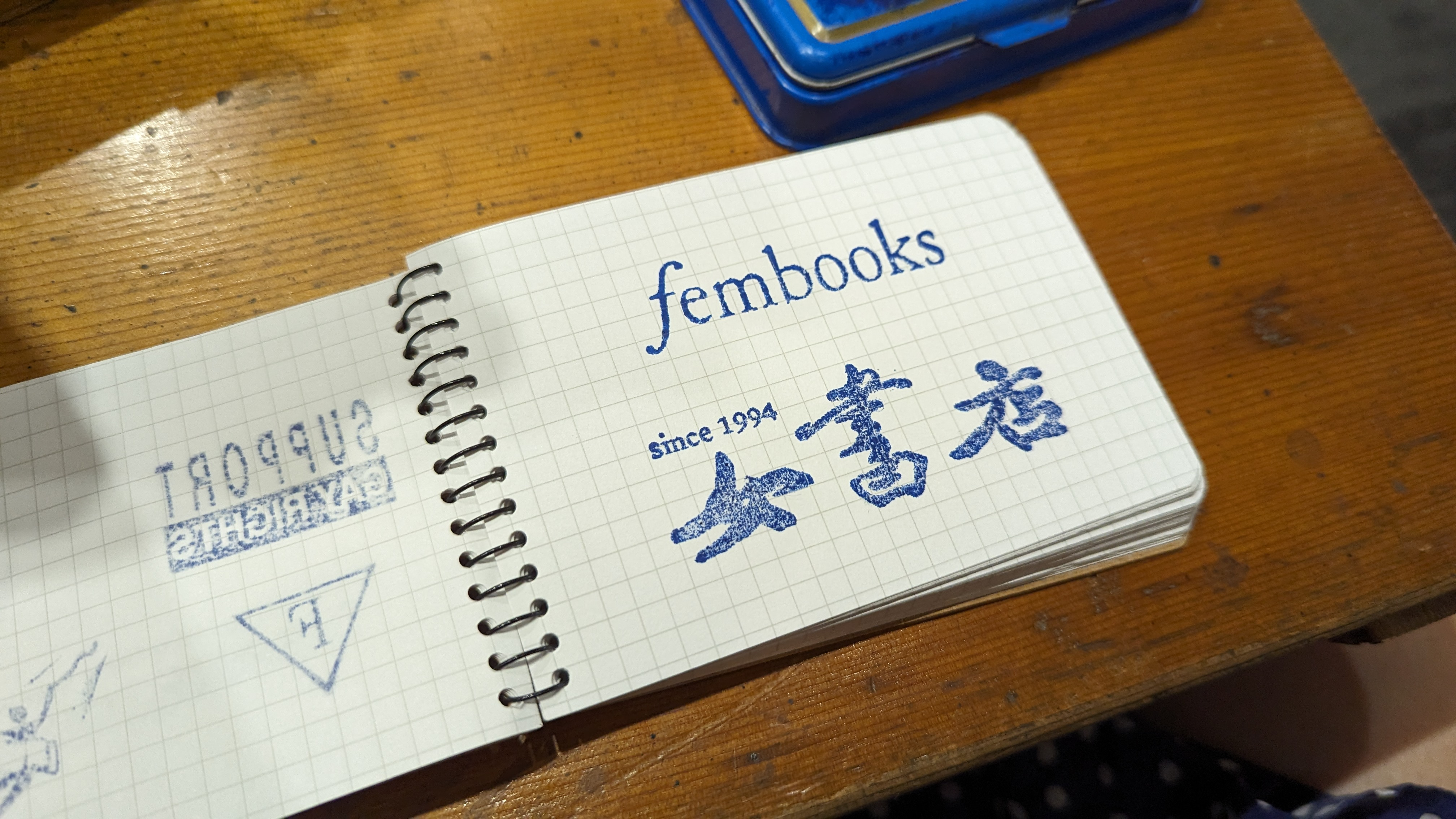
Stempel mit Schriftzug

Fembooks wurde hauptsächlich von einer Gruppe Aktivistinnen und Unterstützern der Awakening Foundation gegründet. Die offizielle Gründung fand am 17. April 1994 durch Li Yuan-zheng und Zheng Zhi-hui statt. Der erste von 600 Kunden, die den Laden langfristig durch Geldeinlagen unterstützen, war ein Mann: ein Arzt aus Neu-Taipeh. Das Ladengeschäft befindet sich in der Nähe des Campus der Nationaluniversität Taiwan.
Der englischsprachige Name des Buchladens lautet (in Eigenschreibweise) fembooks; Der chinesische Name 女書店 ließe sich mit „weiblicher Buchladen“ übersetzen. Der Name des Buchladens wurde von der chinesischen Frauenschrift Nüshu inspiriert, einem Schriftsystem, das von Frauen entwickelt und ausschließlich von ihnen genutzt wurde. Gestaltet wurde der chinesische Namensschriftzug von der bekannten taiwanesischen Kalligrafin Tong Yang-tze (董陽孜).
Der Leitspruch, den sich Fembooks auf die Fahne geschrieben hat, lautet „von Frauen geschrieben, über Frauen schreiben, für Frauen schreiben“. Die Mission der Buchhandlung ist, „die Frauenbewegung durch kulturelle Einflüsse zu fördern“ und das Selbstbewusstsein von Frauen zu stärken.
Zwei Jahre nach seiner Gründung, 1996, erweiterte Fembooks das Geschäft um einen Literaturverlag, der heute noch besteht. Das erste veröffentlichte Buch war „The Awakening“ (deutsch Das Erwachen) von Kate Chopin. Der Verlag veröffentlichte hunderte Bücher zu Geschlechterthemen, unterteilt in mehrere Sparten.

## Bedeutung

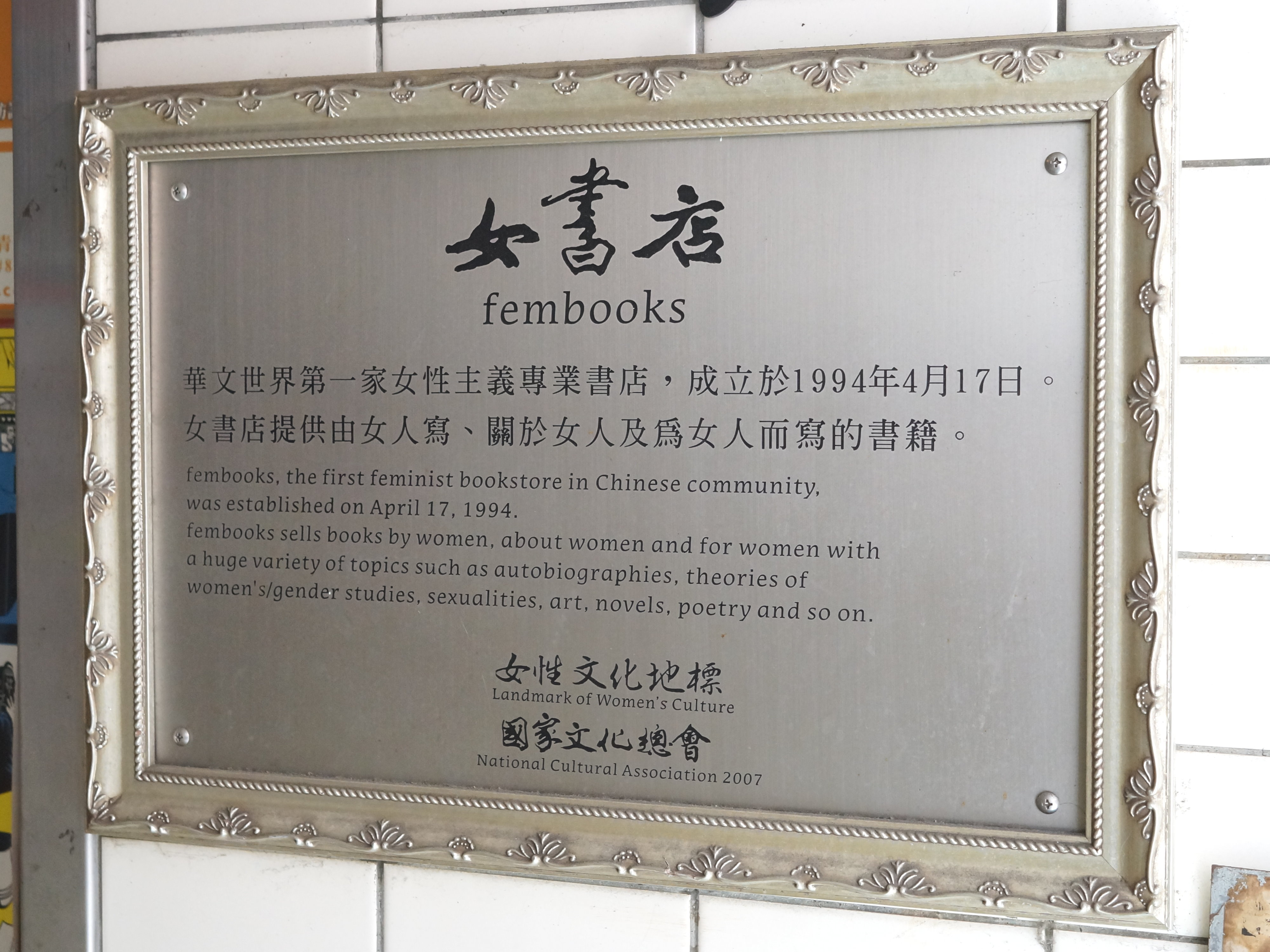
Auszeichnung zum Wahrzeichen der Frauenkultur in Taiwan

Fembooks war der erste feministische Buchladen in der chinesischen Welt. Er zog schon früh Käufer von außerhalb Taiwans an, aus Hongkong, China und Südostasien. 2007 wurde er als Wahrzeichen der Frauenkultur in Taiwan ausgezeichnet.
Das Unternehmen engagiert sich politisch. 2006 schloss sich Fembooks der zivilgesellschaftlichen Gruppe „Abolition of Penalty 235 Action Alliance“ an, die sich für eine Verfassungsänderung oder Abschaffung von Artikel 235 des Strafrechts der Republik China einsetzte, der die Verbreitung „obszöner Materialien“ verbot. Mit Fembooks als Inspiration wurde fünf Jahre später in der Nachbarschaft Asiens erster LGBT-Buchladen eröffnet, GinGin. Auch dieses Geschäft avancierte zum Wahrzeichen für Geschlechterthemen. 2007 unterstützte Fembooks das GinGin in einer rechtlichen Auseinandersetzung. Taiwan ist das erste asiatische Land, in dem – seit 2019 –  die Gleichgeschlechtliche Ehe anerkannt ist. In dieser Entwicklung wird Fembooks ebenfalls eine Rolle zugesprochen.

## Sortiment
Das Sortiment umfasst lokale, nationale und internationale Fachbücher, Sachbücher, Biografien, Romane, Lyrik und Filme für Leser unterschiedlicher Altersgruppen und Herkunft. Es kam auch zur Vermietung von Büroräumen. Fembooks veranstaltet regelmäßig eine Reihe feministischer Kurse, Aktivitäten und Buchpremieren. Lesungen, Kunstausstellungen und Festivals werden veranstaltet. Darüber hinaus werden Podiumsdiskussionen angeboten und die Ladenräume als Veranstaltungsort vermietet. Über soziale Plattformen werden zusätzlich neue Besuchergruppen erreicht. Der Laden führt einen Cafébetrieb. Managerin Sophie Lee konstatierte 2021, dass sich der Laden zu einem Treffpunkt wandelte, an dem Eltern und Kinder zusammen Zeit verbringen.

## Geschäftsmodell im Wandel
Im Jahr 2003 konnte das Geschäft vor einer Schließung bewahrt werden, nachdem ein Professor der Nationaluniversität Taiwan eine Spendenkampagne initiiert hatte.
Im Laufe der Zeit seit der Gründung wurde das Sortiment um den Aspekt der Geschlechterdiversität erweitert. Themenfelder wie Queer-Rechte, Homosexualität oder Männerstudien eröffneten neue Kundengruppen. Seit den späten 2010er Jahren, gehören zunehmend Männer zum Kundenkreis.
Die negative Marktentwicklung in der Buchbranche machte vor Fembooks nicht Halt. Bei einer Rettungskampagne zum Erhalt des Ladens im Jahr 2017, wurde u. a. mithilfe von Autoren wie dem englischsprachigen Dichter Nicholas Wong aus Hongkong Geld gesammelt. Dennoch musste Fembooks im Juli 2017 das Tagesgeschäft wegen nicht mehr zu tragender Verluste einstellen. Das monatliche Defizit betrug zwischen 50.000 und 70.000 NT$. Das Geschäft verfügte 2017 über mehr als 600 Stammkunden mit Kundenkonto.
Das Geschäftsmodell setzt auf kleine Privatinvestoren. Zum Zeitpunkt der teilweisen Schließung 2017, hatte das Geschäft 55 Aktionäre, darunter 3 Männer. Die Investitionen waren jedoch nicht ausreichend, um das Defizit des Geschäfts auszugleichen. Es wurde dennoch ein Vorteil darin gesehen, keine großen Investoren zu haben, weil auf diese Weise die Mission der Gründerinnen nicht aufgegeben werden musste.

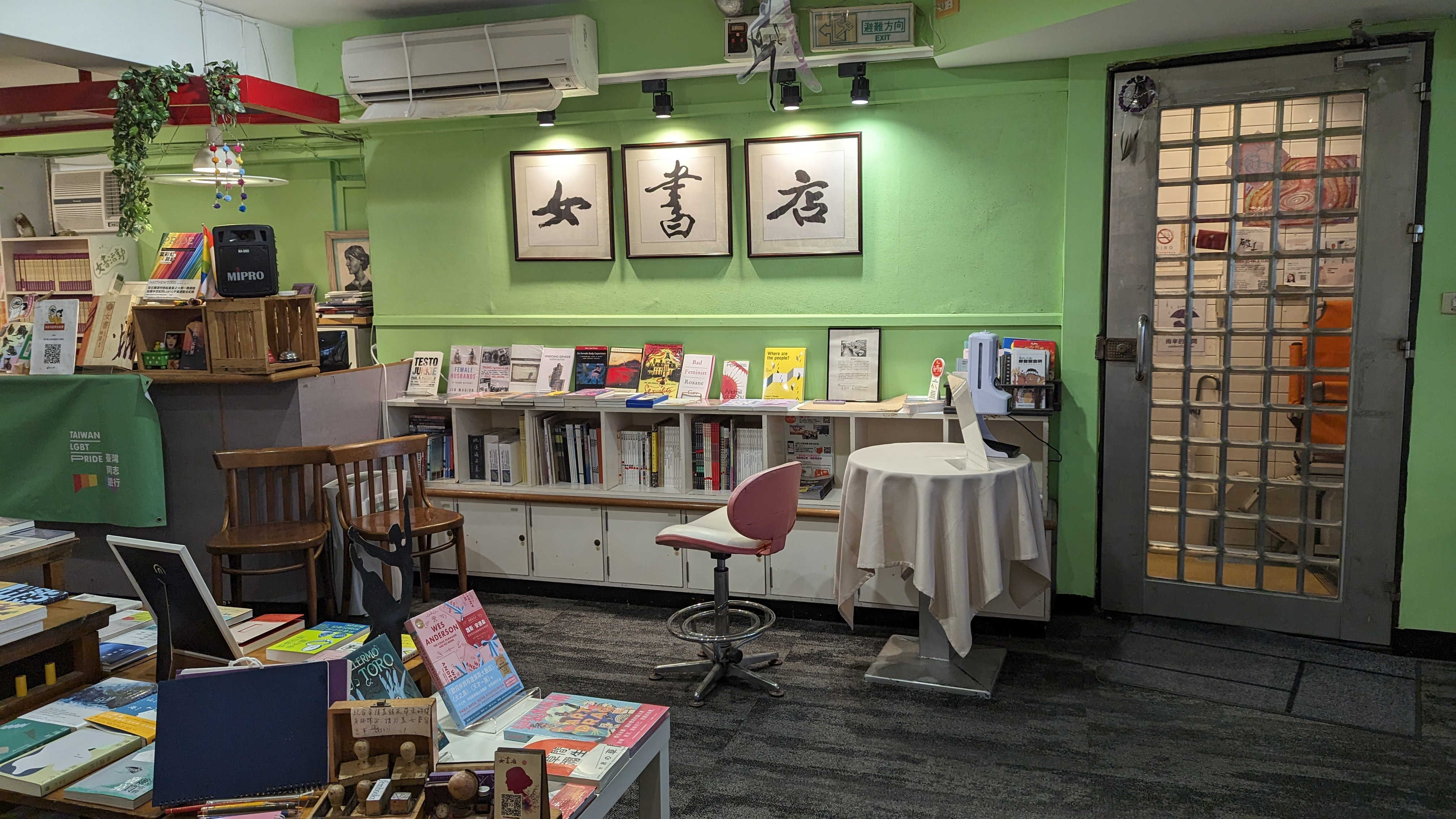
Innenansicht nach der Renovierung

Das Verlagsgeschäft wurde während der temporären Schließung weitergeführt. Verkauf und Kommunikation über das Internet, sowie Veröffentlichungen waren ebenfalls nicht von der Schließung betroffen. Filialleiterin Yang Ying-ying (楊瑛瑛) beschrieb diese Zäsur mit den Worten: „Wir haben den Tiefpunkt erreicht, aber ich glaube, dass ein junger Mensch mit neuen Geschäftsideen dem Unternehmen eine neue Richtung geben kann.“ Bei einer Aktionärsversammlung wurde ein neuer Manager gewählt und die Finanzen saniert. Die Räumlichkeiten wurden renoviert und im Folgejahr konnte das Ladengeschäft mit neuem Konzept wiedereröffnet werden.
Die zunehmende Digitalisierung und nicht zuletzt die Covid19-Pandemie macht es dem Buchladen in den 2020ern erneut schwer, allein durch den Verkauf von Büchern zu überleben. Das Angebotssortiment wurde in Richtung Veranstaltungslocation erweitert. Im Jahr 2021 kam der Wunsch auf, dass Fembooks in eine gemeinnützige Organisation umgewandelt werde, um den größtmöglichen Beitrag zum Gemeinwohl zu leisten, ohne sich um die Einnahmen sorgen zu müssen.

## Galerie

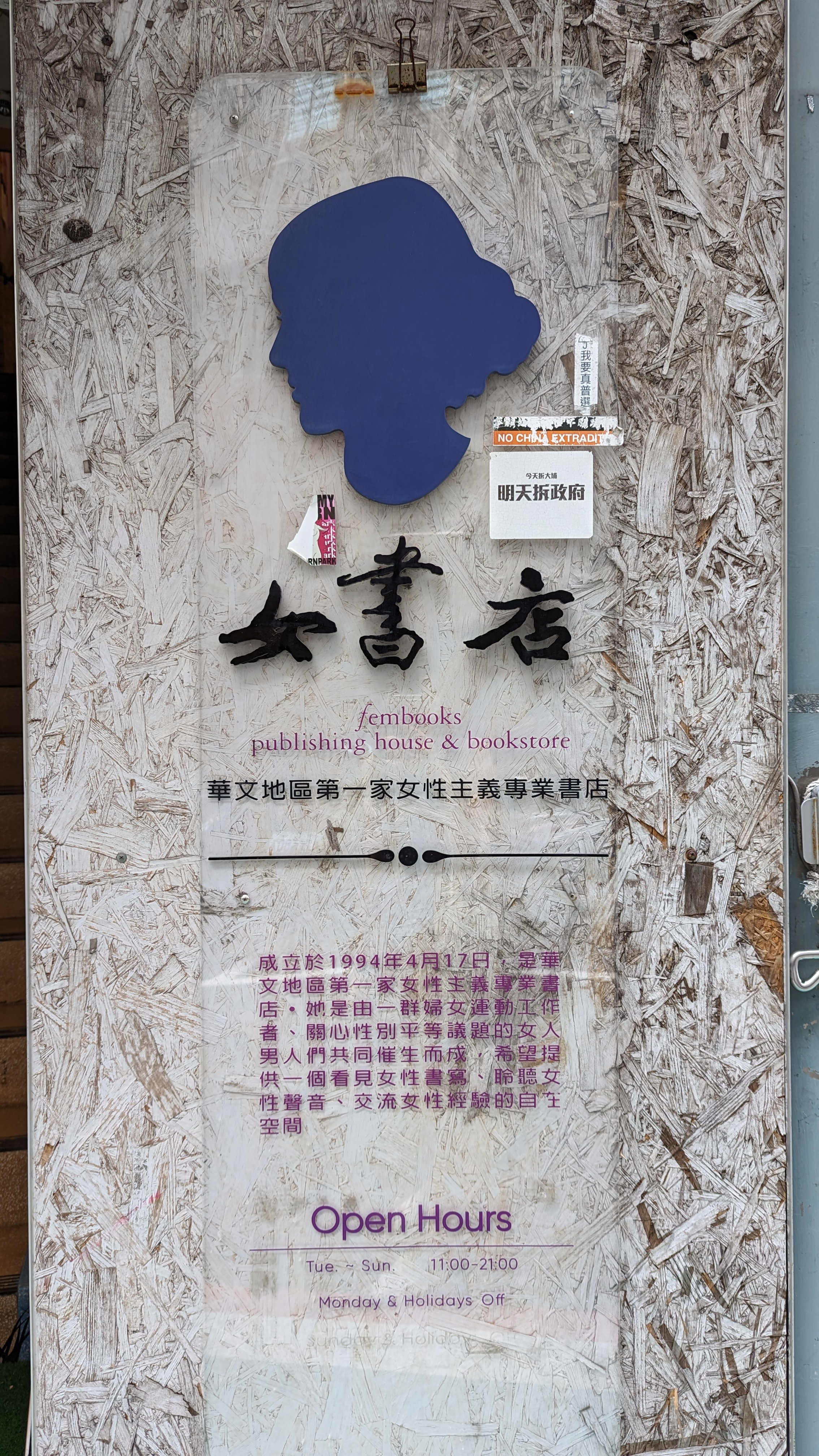
Eingangsschild auf Straßenniveau